# Liste der Olympiasieger im Bobsport

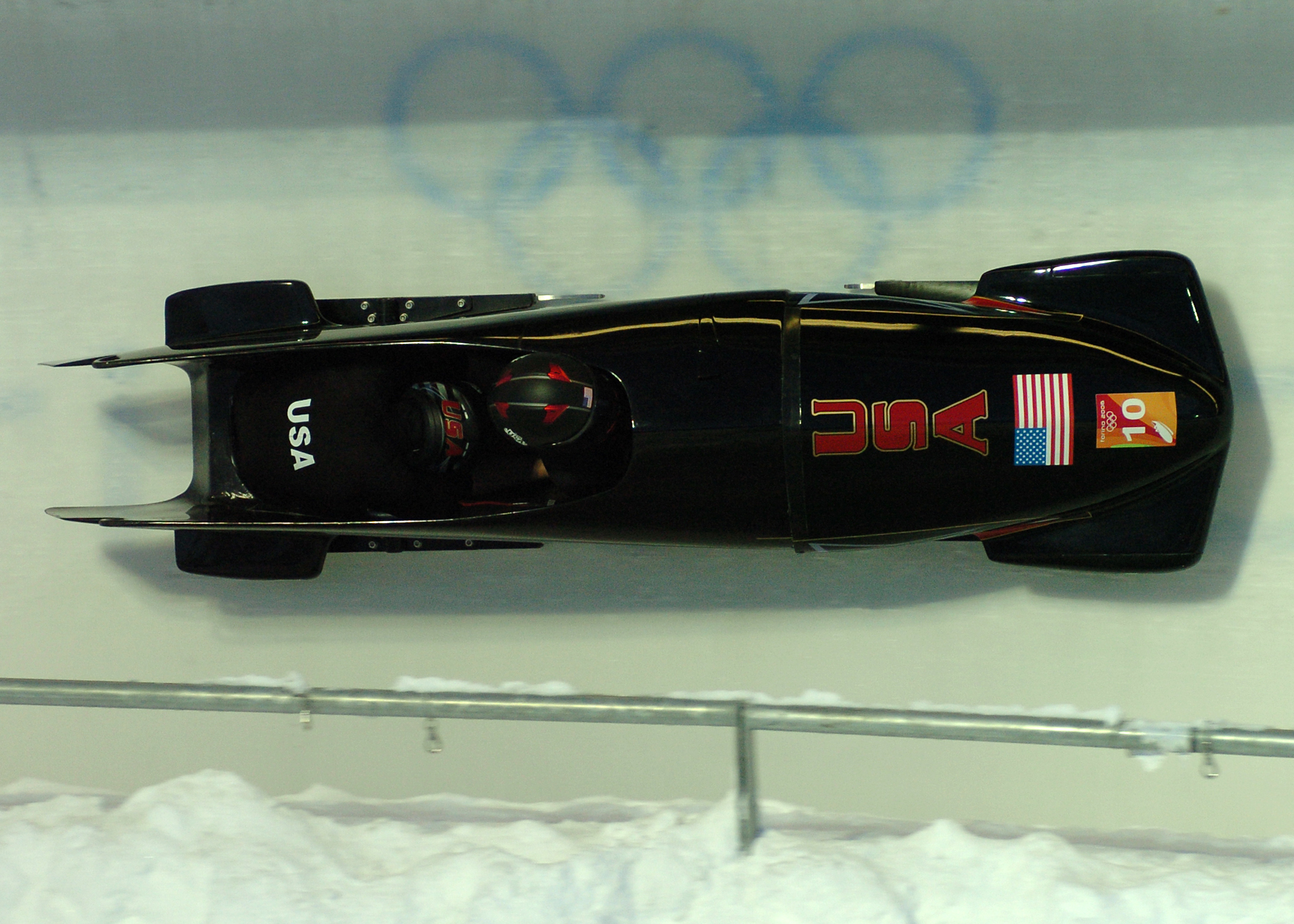
Zweierbob der USA in Turin

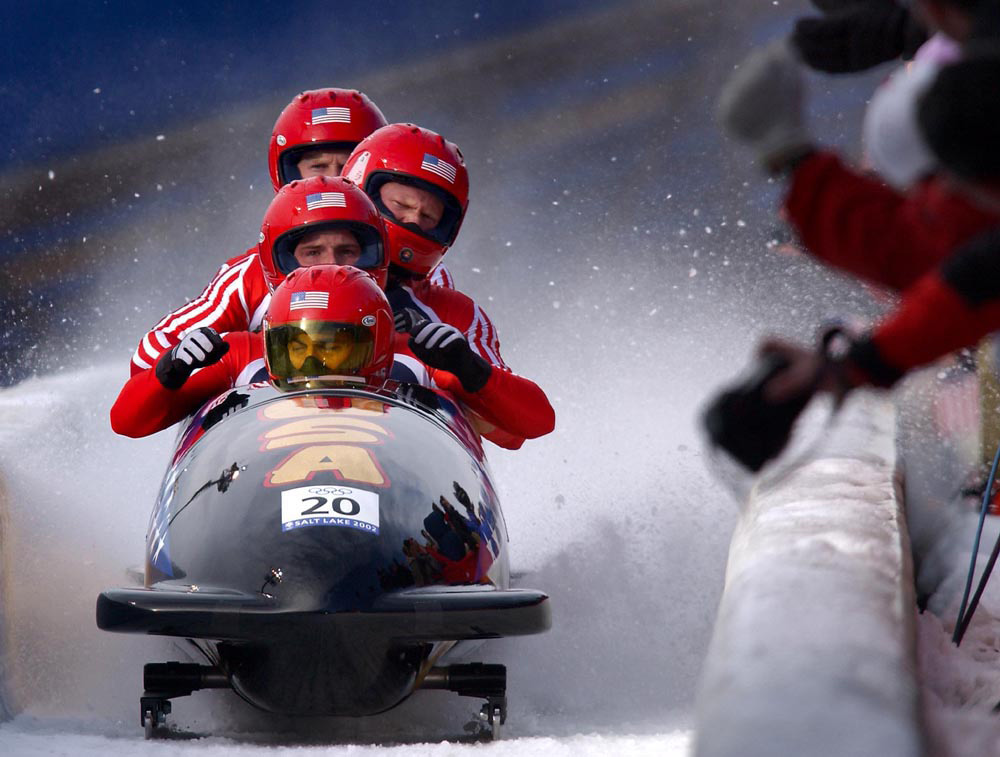
Viererbob der USA

Die Liste der Olympiasieger im Bobsport listet alle Sieger sowie die Zweit- und Drittplatzierten der Wettbewerbe im Bobsport bei Olympischen Winterspielen, gegliedert nach Männern und Frauen und den einzelnen Wettbewerben, seit 1924 auf. Im weiteren Teil werden alle Bobsportler, die mindestens einmal Olympiasieger waren, aufgelistet. Den Abschluss bilden die einzelnen Nationenwertungen.

## Wettbewerbe

### Männer
Die Wettbewerbe im Bobsport der Männer umfassen seit den Olympischen Winterspielen in Lake Placid von 1932 folgende zwei Disziplinen:
- Zweierbob seit den Spielen von 1932 mit bisher 20 Wettbewerben.
- Viererbob seit den Spielen von 1924 mit bisher 22 Wettbewerben (Ausnahmen: 1924 freie Wahl, ob vier oder fünf Fahrer; 1928 fünf Fahrer).

#### Zweierbob
| Olympia | Gold                                                                  | Silber                                                                     | Bronze                                                        |
| ------- | --------------------------------------------------------------------- | -------------------------------------------------------------------------- | ------------------------------------------------------------- |
| 1932    | Vereinigte Staaten Hubert Stevens Curtis Stevens                      | Schweiz Oscar Geier Reto Capadrutt                                         | Vereinigte Staaten Jack Heaton Robert Minton                  |
| 1936    | Vereinigte Staaten Ivan Brown Alan Washbond                           | Schweiz Fritz Feierabend Joseph Beerli                                     | Vereinigte Staaten Gilbert Colgate Richard Lawrence           |
| 1948    | Schweiz Felix Endrich Fritz Waller                                    | Schweiz Fritz Feierabend Paul Eberhard                                     | Vereinigte Staaten Frederick Fortune Schuyler Carron          |
| 1952    | BR Deutschland Andreas Ostler Lorenz Nieberl                          | Vereinigte Staaten Stanley Benham Patrick Martin                           | Schweiz Fritz Feierabend Stephan Waser                        |
| 1956    | Italien Lamberto Dalla Costa Giacomo Conti                            | Italien Eugenio Monti Renzo Alverà                                         | Schweiz Max Angst Harry Warburton                             |
| 1960    | Keine Austragung                                                      | Keine Austragung                                                           | Keine Austragung                                              |
| 1964    | Großbritannien Anthony Nash Robin Dixon                               | Italien Sergio Zardini Romano Bonagura                                     | Italien Eugenio Monti Sergio Siorpaes                         |
| 1968    | Italien Eugenio Monti Luciano De Paolis                               | BR Deutschland Horst Floth Pepi Bader                                      | Rumänien Ion Panțuru Nicolae Neagoe                           |
| 1972    | BR Deutschland Wolfgang Zimmerer Peter Utzschneider                   | BR Deutschland Horst Floth Pepi Bader                                      | Schweiz Jean Wicki Edy Hubacher                               |
| 1976    | Deutsche Demokratische Republik Meinhard Nehmer Bernhard Germeshausen | BR Deutschland Wolfgang Zimmerer Manfred Schumann                          | Schweiz Erich Schärer Josef Benz                              |
| 1980    | Schweiz Erich Schärer Josef Benz                                      | Deutsche Demokratische Republik Bernhard Germeshausen Hans-Jürgen Gerhardt | Deutsche Demokratische Republik Meinhard Nehmer Bogdan Musiol |
| 1984    | Deutsche Demokratische Republik Wolfgang Hoppe Dietmar Schauerhammer  | Deutsche Demokratische Republik Bernhard Lehmann Bogdan Musiol             | Sowjetunion Zintis Ekmanis Wladimir Alexandrow                |
| 1988    | Sowjetunion Jānis Ķipurs Wladimir Koslow                              | Deutsche Demokratische Republik Wolfgang Hoppe Bogdan Musiol               | Deutsche Demokratische Republik Bernhard Lehmann Mario Hoyer  |
| 1992    | Schweiz Gustav Weder Donat Acklin                                     | Deutschland Rudi Lochner Markus Zimmermann                                 | Deutschland Christoph Langen Günther Eger                     |
| 1994    | Schweiz Gustav Weder Donat Acklin                                     | Schweiz Reto Götschi Guido Acklin                                          | Italien Günther Huber Stefano Ticci                           |
| 1998    | Kanada Pierre Lueders David MacEachern                                |                                                                            | Deutschland Christoph Langen Markus Zimmermann                |
| 1998    | Italien Günther Huber Antonio Tartaglia                               |                                                                            | Deutschland Christoph Langen Markus Zimmermann                |
| 2002    | Deutschland Christoph Langen Markus Zimmermann                        | Schweiz Christian Reich Steve Anderhub                                     | Schweiz Martin Annen Beat Hefti                               |
| 2006    | Deutschland André Lange Kevin Kuske                                   | Kanada Pierre Lueders Lascelles Brown                                      | Schweiz Martin Annen Beat Hefti                               |
| 2010    | Deutschland André Lange Kevin Kuske                                   | Deutschland Thomas Florschütz Richard Adjei                                | Russland Alexander Subkow Alexei Wojewoda                     |
| 2014    | Schweiz Beat Hefti Alex Baumann                                       | Vereinigte Staaten Steven Holcomb Steven Langton                           | Lettland Oskars Melbārdis Daumants Dreiškens                  |
| 2018    | Kanada Justin Kripps Alexander Kopacz                                 |                                                                            | Lettland Oskars Melbārdis Jānis Strenga                       |
| 2018    | Deutschland Francesco Friedrich Thorsten Margis                       |                                                                            | Lettland Oskars Melbārdis Jānis Strenga                       |
| 2022    | Deutschland Francesco Friedrich Thorsten Margis                       | Deutschland Johannes Lochner Florian Bauer                                 | Deutschland Christoph Hafer Matthias Sommer                   |

#### Viererbob
| Olympia | Gold | Silber                                                                                       | Bronze                                                                                      |
| ------- | --- | -------------------------------------------------------------------------------------------- | ------------------------------------------------------------------------------------------- |
| 1924    | Schweiz Eduard Scherrer Alfred Neveu Alfred Schläppi Heinrich Schläppi                                   | Großbritannien Ralph Broome Thomas Arnold Alexander Richardson Rodney Soher                  | Belgien Charles Mulder René Mortiaux Paul Van den Broeck Victor Verschueren Henri Willems   |
| 1928    | Vereinigte Staaten William Fiske Nion Tucker Geoffrey Mason Clifford Gray Richard Parke                  | Vereinigte Staaten Jennison Heaton David Granger Lyman Hine Thomas Doe Jay O’Brien           | Deutsches Reich Hanns Kilian Hans Heß Sebastian Huber Valentin Krempl Hans Nägle            |
| 1932    | Vereinigte Staaten William Fiske Edward Eagan Clifford Gray Jay O’Brien                                  | Vereinigte Staaten Henry Homburger Percy Bryant Paul Stevens Edmund Horton                   | Deutsches Reich Hanns Kilian Hans Mehlhorn Max Ludwig Sebastian Huber                       |
| 1936    | Schweiz Pierre Musy Arnold Gartmann Charles Bouvier Joseph Beerli                                        | Schweiz Reto Capadrutt Hans Aichele Fritz Feierabend Hans Bütikofer                          | Großbritannien Frederick McEvoy James Cardno Guy Dugdale Charles Green                      |
| 1948    | Vereinigte Staaten Francis Tyler Patrick Martin Edward Rimkus William D’Amico                            | Belgien Max Houben Alfred Mansveld Louis-Georges Niels Jacques Mouvet                        | Vereinigte Staaten James Bickford Thomas Hicks Donald Dupree William Dupree                 |
| 1952    | BR Deutschland Andreas Ostler Friedrich Kuhn Lorenz Nieberl Franz Kemser                                 | Vereinigte Staaten Stanley Benham Patrick Martin Howard Crossett James Atkinson              | Schweiz Fritz Feierabend Albert Madörin André Filippini Stephan Waser                       |
| 1956    | Schweiz Franz Kapus Gottfried Diener Robert Alt Heinrich Angst                                           | Italien Eugenio Monti Ulrico Girardi Renzo Alverà Renato Mocellini                           | Vereinigte Staaten Arthur Tyler William Dodge Thomas Butler James Lamy                      |
| 1960    | Keine Austragung                                                                                         | Keine Austragung                                                                             | Keine Austragung                                                                            |
| 1964    | Kanada Victor Emery Peter Kirby Douglas Anakin John Emery                                                | Österreich Erwin Thaler Adolf Koxeder Josef Nairz Reinhold Durnthaler                        | Italien Eugenio Monti Sergio Siorpaes Benito Rigoni Gildo Siorpaes                          |
| 1968    | Italien Eugenio Monti Luciano De Paolis Roberto Zandonella Mario Armano                                  | Österreich Erwin Thaler Reinhold Durnthaler Herbert Gruber Josef Eder                        | Schweiz Jean Wicki Hans Candrian Willi Hofmann Walter Graf                                  |
| 1972    | Schweiz Jean Wicki Edy Hubacher Hans Leutenegger Werner Camichel                                         | Italien Nevio De Zordo Gianni Bonichon Adriano Frassinelli Corrado Dal Fabbro                | BR Deutschland Wolfgang Zimmerer Peter Utzschneider Stefan Gaisreiter Walter Steinbauer     |
| 1976    | Deutsche Demokratische Republik Meinhard Nehmer Jochen Babock Bernhard Germeshausen Bernhard Lehmann     | Schweiz Erich Schärer Ulrich Bächli Rudolf Marti Josef Benz                                  | BR Deutschland Wolfgang Zimmerer Peter Utzschneider Bodo Bittner Manfred Schumann           |
| 1980    | Deutsche Demokratische Republik Meinhard Nehmer Bogdan Musiol Bernhard Germeshausen Hans-Jürgen Gerhardt | Schweiz Erich Schärer Ulrich Bächli Rudolf Marti Josef Benz                                  | Deutsche Demokratische Republik Horst Schönau Roland Wetzig Detlef Richter Andreas Kirchner |
| 1984    | Deutsche Demokratische Republik Wolfgang Hoppe Roland Wetzig Dietmar Schauerhammer Andreas Kirchner      | Deutsche Demokratische Republik Bernhard Lehmann Bogdan Musiol Ingo Voge Eberhard Weise      | Schweiz Silvio Giobellina Heinz Stettler Urs Salzmann Rico Freiermuth                       |
| 1988    | Schweiz Ekkehard Fasser Kurt Meier Marcel Fässler Werner Stocker                                         | Deutsche Demokratische Republik Wolfgang Hoppe Dietmar Schauerhammer Bogdan Musiol Ingo Voge | Sowjetunion Jānis Ķipurs Guntis Osis Juris Tone Wladimir Koslow                             |
| 1992    | Österreich Ingo Appelt Harald Winkler Gerhard Haidacher Thomas Schroll                                   | Deutschland Wolfgang Hoppe Bogdan Musiol Axel Kühn René Hannemann                            | Schweiz Gustav Weder Donat Acklin Lorenz Schindelholz Curdin Morell                         |
| 1994    | Deutschland Harald Czudaj Karsten Brannasch Olaf Hampel Alexander Szelig                                 | Schweiz Gustav Weder Donat Acklin Kurt Meier Domenico Semeraro                               | Deutschland Wolfgang Hoppe Ulf Hielscher René Hannemann Carsten Embach                      |
| 1998    | Deutschland Christoph Langen Markus Zimmermann Marco Jakobs Olaf Hampel                                  | Schweiz Marcel Rohner Markus Nüssli Markus Wasser Beat Seitz                                 | Frankreich Bruno Mingeon Emmanuel Hostache Éric Le Chanony Max Robert                       |
| 1998    | Deutschland Christoph Langen Markus Zimmermann Marco Jakobs Olaf Hampel                                  | Schweiz Marcel Rohner Markus Nüssli Markus Wasser Beat Seitz                                 | Großbritannien Sean Olsson Dean Ward Courtney Rumbolt Paul Attwood                          |
| 2002    | Deutschland André Lange Enrico Kühn Kevin Kuske Carsten Embach                                           | Vereinigte Staaten Todd Hays Randy Jones Bill Schuffenhauer Garrett Hines                    | Vereinigte Staaten Brian Shimer Mike Kohn Douglas Sharp Dan Steele                          |
| 2006    | Deutschland André Lange Kevin Kuske René Hoppe Martin Putze                                              | Russland Alexander Subkow Alexei Wojewoda Alexei Seliwerstow Filipp Jegorow                  | Schweiz Martin Annen Cédric Grand Thomas Lamparter Beat Hefti                               |
| 2010    | Vereinigte Staaten Steven Holcomb Steve Mesler Curtis Tomasevicz Justin Olsen                            | Deutschland André Lange Kevin Kuske Alexander Rödiger Martin Putze                           | Kanada Lyndon Rush David Bissett Lascelles Brown Chris Le Bihan                             |
| 2014    | Lettland Oskars Melbārdis Arvis Vilkaste Daumants Dreiškens Jānis Strenga                                | Vereinigte Staaten Steven Holcomb Steven Langton Christopher Fogt Curtis Tomasevicz          | Großbritannien John Jackson Bruce Tasker Stuart Benson Joel Fearon                          |
| 2018    | Deutschland Francesco Friedrich Candy Bauer Martin Grothkopp Thorsten Margis                             | Südkorea Won Yun-jong Jun Jung-lin Kim Dong-hyun Seo Young-woo                               |                                                                                             |
| 2018    | Deutschland Francesco Friedrich Candy Bauer Martin Grothkopp Thorsten Margis                             | Deutschland Nico Walther Kevin Kuske Alexander Rödiger Eric Franke                           |                                                                                             |
| 2022    | Deutschland Francesco Friedrich Thorsten Margis Candy Bauer Alexander Schüller                           | Deutschland Johannes Lochner Florian Bauer Christopher Weber Christian Rasp                  | Kanada Justin Kripps Ryan Sommer Cam Stones Benjamin Coakwell                               |

### Frauen

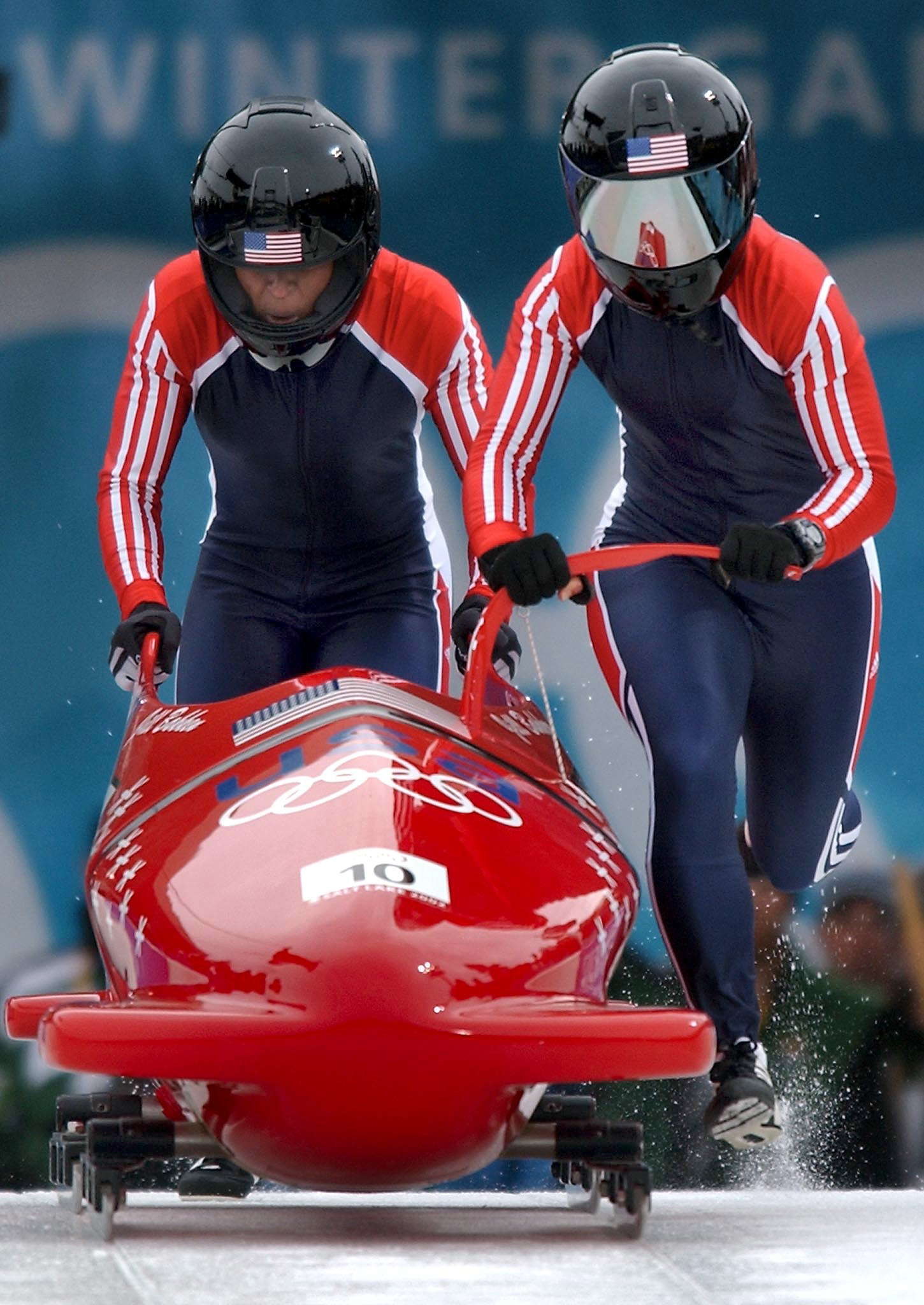
Vonetta Flowers (links) und Jill Bakken in Salt Lake City 2002

Die Wettbewerbe im Bobsport der Frauen umfassen seit den Olympischen Winterspielen in Peking von 2022 folgende Disziplinen:
- Monobob seit den Spielen von 2022 mit bisher einem Wettbewerb
- Zweierbob seit den Spielen von 2002 mit bisher sechs Wettbewerben

#### Monobob
| Olympia | Gold                                 | Silber                                 | Bronze                    |
| ------- | ------------------------------------ | -------------------------------------- | ------------------------- |
| 2022    | Vereinigte Staaten Kaillie Humphries | Vereinigte Staaten Elana Meyers Taylor | Kanada Christine de Bruin |

#### Zweierbob
| Olympia | Gold                                             | Silber                                              | Bronze                                                |
| ------- | ------------------------------------------------ | --------------------------------------------------- | ----------------------------------------------------- |
| 2002    | Vereinigte Staaten Jill Bakken Vonetta Flowers   | Deutschland Sandra Prokoff Ulrike Holzner           | Deutschland Susi Erdmann Nicole Herschmann            |
| 2006    | Deutschland Sandra Kiriasis Anja Schneiderheinze | Vereinigte Staaten Shauna Rohbock Valerie Fleming   | Italien Gerda Weißensteiner Jennifer Isacco           |
| 2010    | Kanada Kaillie Humphries Heather Moyse           | Kanada Helen Upperton Shelley-Ann Brown             | Vereinigte Staaten Erin Pac Elana Meyers              |
| 2014    | Kanada Kaillie Humphries Heather Moyse           | Vereinigte Staaten Elana Meyers Lauryn Williams     | Vereinigte Staaten Jamie Greubel Aja Evans            |
| 2018    | Deutschland Mariama Jamanka Lisa Buckwitz        | Vereinigte Staaten Elana Meyers Taylor Lauren Gibbs | Kanada Kaillie Humphries Phylicia George              |
| 2022    | Deutschland Laura Nolte Deborah Levi             | Deutschland Mariama Jamanka Alexandra Burghardt     | Vereinigte Staaten Elana Meyers Taylor Sylvia Hoffman |

## Medaillengewinner
Stand: 20. Februar 2022
- Platzierung: Gibt die Reihenfolge der Athleten wieder. Diese wird durch die Anzahl der Goldmedaillen bestimmt. Bei gleicher Anzahl werden die Silbermedaillen verglichen und anschließend die errungenen Bronzemedaillen.
- Name: Name des Athleten.
- Land: Das Land, für das der Athlet startete. Bei einem Wechsel der Nationalität wird das Land genannt, für das der Athlet die letzte Medaille erzielte.
- Von: Das Jahr, in dem der Athlet die erste Medaille gewonnen hat.
- Bis: Das Jahr, in dem der Athlet die letzte Medaille gewonnen hat.
- Gold: Nennt die Anzahl der gewonnenen Goldmedaillen.
- Silber: Anzahl der gewonnenen Silbermedaillen.
- Bronze: Anzahl der gewonnenen Bronzemedaillen.
- Gesamt: Anzahl aller gewonnenen Medaillen.

### Männer
| Platz | Name                  | Land                            | Von  | Bis  | Gold | Silber | Bronze | Gesamt |
| ----- | --------------------- | ------------------------------- | ---- | ---- | ---- | ------ | ------ | ------ |
| 1.    | Kevin Kuske           | Deutschland                     | 2002 | 2018 | 4    | 2      | -      | 6      |
| 2.    | André Lange           | Deutschland                     | 2002 | 2010 | 4    | 1      | -      | 5      |
| 3.    | Francesco Friedrich   | Deutschland                     | 2018 | 2022 | 4    | -      | -      | 4      |
| 3.    | Thorsten Margis       | Deutschland                     | 2018 | 2022 | 4    | -      | -      | 4      |
| 5.    | Bernhard Germeshausen | Deutsche Demokratische Republik | 1976 | 1980 | 3    | 1      | -      | 4      |
| 5.    | Meinhard Nehmer       | Deutsche Demokratische Republik | 1976 | 1980 | 3    | -      | 1      | 4      |
| 6.    | Wolfgang Hoppe        | Deutschland                     | 1984 | 1994 | 2    | 3      | 1      | 6      |
| 7.    | Eugenio Monti         | Italien                         | 1956 | 1968 | 2    | 2      | 2      | 6      |
| 8.    | Donat Acklin          | Schweiz                         | 1992 | 1994 | 2    | 1      | 1      | 4      |
| 8.    | Gustav Weder          | Schweiz                         | 1992 | 1994 | 2    | 1      | 1      | 4      |
| 8.    | Markus Zimmermann     | Deutschland                     | 1992 | 2002 | 2    | 1      | 1      | 4      |
| 11.   | Dietmar Schauerhammer | Deutsche Demokratische Republik | 1984 | 1988 | 2    | 1      | -      | 3      |
| 12.   | Christoph Langen      | Deutschland                     | 1992 | 2002 | 2    | -      | 2      | 4      |
| 13.   | Candy Bauer           | Deutschland                     | 2018 | 2022 | 2    | -      | -      | 2      |
| 13.   | Luciano De Paolis     | Italien                         | 1968 | 1968 | 2    | -      | -      | 2      |
| 13.   | William Fiske         | Vereinigte Staaten              | 1928 | 1932 | 2    | -      | -      | 2      |
| 13.   | Clifford Gray         | Vereinigte Staaten              | 1928 | 1932 | 2    | -      | -      | 2      |
| 13.   | Olaf Hampel           | Deutschland                     | 1994 | 1998 | 2    | -      | -      | 2      |
| 13.   | Lorenz Nieberl        | BR Deutschland                  | 1952 | 1952 | 2    | -      | -      | 2      |
| 13.   | Andreas Ostler        | BR Deutschland                  | 1952 | 1952 | 2    | -      | -      | 2      |
| 20.   | Bogdan Musiol         | Deutschland                     | 1980 | 1992 | 1    | 5      | 1      | 7      |
| 21.   | Josef Benz            | Schweiz                         | 1976 | 1980 | 1    | 2      | 1      | 4      |
| 21.   | Bernhard Lehmann      | Deutsche Demokratische Republik | 1976 | 1988 | 1    | 2      | 1      | 4      |
| 21.   | Erich Schärer         | Schweiz                         | 1976 | 1980 | 1    | 2      | 1      | 4      |
| 24.   | Steven Holcomb        | Vereinigte Staaten              | 2010 | 2014 | 1    | 2      | -      | 3      |
| 25.   | Wolfgang Zimmerer     | BR Deutschland                  | 1972 | 1976 | 1    | 1      | 2      | 4      |
| 26.   | Joseph Beerli         | Schweiz                         | 1936 | 1936 | 1    | 1      | -      | 2      |
| 26.   | Hans-Jürgen Gerhardt  | Deutsche Demokratische Republik | 1980 | 1980 | 1    | 1      | -      | 2      |
| 26.   | Pierre Lueders        | Kanada                          | 1998 | 2006 | 1    | 1      | -      | 2      |
| 26.   | Kurt Meier            | Schweiz                         | 1988 | 1994 | 1    | 1      | -      | 2      |
| 26.   | Jay O’Brien           | Vereinigte Staaten              | 1928 | 1932 | 1    | 1      | -      | 2      |
| 26.   | Martin Putze          | Deutschland                     | 2006 | 2010 | 1    | 1      | -      | 2      |
| 26.   | Curtis Tomasevicz     | Vereinigte Staaten              | 2010 | 2014 | 1    | 1      | -      | 2      |
| 33.   | Beat Hefti            | Schweiz                         | 2002 | 2014 | 1    | -      | 3      | 4      |
| 34.   | Oskars Melbārdis      | Lettland                        | 2014 | 2018 | 1    | -      | 2      | 3      |
| 34.   | Peter Utzschneider    | Deutschland                     | 1972 | 1976 | 1    | -      | 2      | 3      |
| 34.   | Jean Wicki            | Schweiz                         | 1968 | 1972 | 1    | -      | 2      | 3      |
| 37.   | Daumants Dreiškens    | Lettland                        | 2014 | 2014 | 1    | -      | 1      | 2      |
| 37.   | Carsten Embach        | Deutschland                     | 1994 | 2002 | 1    | -      | 1      | 2      |
| 37.   | Edy Hubacher          | Schweiz                         | 1972 | 1972 | 1    | -      | 1      | 2      |
| 37.   | Günther Huber         | Italien                         | 1994 | 1998 | 1    | -      | 1      | 2      |
| 37.   | Jānis Ķipurs          | Sowjetunion                     | 1988 | 1988 | 1    | -      | 1      | 2      |
| 37.   | Andreas Kirchner      | Deutsche Demokratische Republik | 1980 | 1984 | 1    | -      | 1      | 2      |
| 37.   | Wladimir Koslow       | Sowjetunion                     | 1988 | 1988 | 1    | -      | 1      | 2      |
| 37.   | Jānis Strenga         | Lettland                        | 2014 | 2018 | 1    | -      | 1      | 2      |
| 37.   | Roland Wetzig         | Deutsche Demokratische Republik | 1980 | 1984 | 1    | -      | 1      | 2      |
| 47.   | Robert Alt            | Schweiz                         | 1956 | 1956 | 1    | -      | -      | 1      |
| 47.   | William D’Amico       | Vereinigte Staaten              | 1948 | 1948 | 1    | -      | -      | 1      |
| 47.   | Douglas Anakin        | Kanada                          | 1964 | 1964 | 1    | -      | -      | 1      |
| 47.   | Heinrich Angst        | Schweiz                         | 1956 | 1956 | 1    | -      | -      | 1      |
| 47.   | Ingo Appelt           | Österreich                      | 1992 | 1992 | 1    | -      | -      | 1      |
| 47.   | Mario Armano          | Italien                         | 1968 | 1968 | 1    | -      | -      | 1      |
| 47.   | Jochen Babock         | Deutsche Demokratische Republik | 1976 | 1976 | 1    | -      | -      | 1      |
| 47.   | Alex Baumann          | Schweiz                         | 2014 | 2014 | 1    | -      | -      | 1      |
| 47.   | Charles Bouvier       | Schweiz                         | 1936 | 1936 | 1    | -      | -      | 1      |
| 47.   | Karsten Brannasch     | Deutschland                     | 1994 | 1994 | 1    | -      | -      | 1      |
| 47.   | Ivan Brown            | Vereinigte Staaten              | 1936 | 1936 | 1    | -      | -      | 1      |
| 46.   | Werner Camichel       | Schweiz                         | 1972 | 1972 | 1    | -      | -      | 1      |
| 47.   | Giacomo Conti         | Italien                         | 1956 | 1956 | 1    | -      | -      | 1      |
| 47.   | Harald Czudaj         | Deutschland                     | 1994 | 1994 | 1    | -      | -      | 1      |
| 47.   | Lamberto Dalla Costa  | Italien                         | 1956 | 1956 | 1    | -      | -      | 1      |
| 47.   | Gottfried Diener      | Schweiz                         | 1956 | 1956 | 1    | -      | -      | 1      |
| 47.   | Robin Dixon           | Großbritannien                  | 1964 | 1964 | 1    | -      | -      | 1      |
| 47.   | Edward Eagan          | Vereinigte Staaten              | 1932 | 1932 | 1    | -      | -      | 1      |
| 47.   | John Emery            | Kanada                          | 1964 | 1964 | 1    | -      | -      | 1      |
| 47.   | Victor Emery          | Kanada                          | 1964 | 1964 | 1    | -      | -      | 1      |
| 47.   | Felix Endrich         | Schweiz                         | 1948 | 1948 | 1    | -      | -      | 1      |
| 47.   | Marcel Fässler        | Schweiz                         | 1988 | 1988 | 1    | -      | -      | 1      |
| 47.   | Ekkehard Fasser       | Schweiz                         | 1988 | 1988 | 1    | -      | -      | 1      |
| 47.   | Arnold Gartmann       | Schweiz                         | 1936 | 1936 | 1    | -      | -      | 1      |
| 47.   | Martin Grothkopp      | Deutschland                     | 2018 | 2018 | 1    | -      | -      | 1      |
| 47.   | Gerhard Haidacher     | Österreich                      | 1992 | 1992 | 1    | -      | -      | 1      |
| 47.   | René Hoppe            | Deutschland                     | 2006 | 2006 | 1    | -      | -      | 1      |
| 47.   | Marco Jakobs          | Deutschland                     | 1998 | 1998 | 1    | -      | -      | 1      |
| 47.   | Franz Kapus           | Schweiz                         | 1956 | 1956 | 1    | -      | -      | 1      |
| 47.   | Franz Kemser          | BR Deutschland                  | 1952 | 1952 | 1    | -      | -      | 1      |
| 47.   | Peter Kirby           | Kanada                          | 1964 | 1964 | 1    | -      | -      | 1      |
| 47.   | Alexander Kopacz      | Kanada                          | 2018 | 2018 | 1    | -      | -      | 1      |
| 47.   | Justin Kripps         | Kanada                          | 2018 | 2018 | 1    | -      | -      | 1      |
| 47.   | Enrico Kühn           | Deutschland                     | 2002 | 2002 | 1    | -      | -      | 1      |
| 47.   | Friedrich Kuhn        | BR Deutschland                  | 1952 | 1952 | 1    | -      | -      | 1      |
| 47.   | Hans Leutenegger      | Schweiz                         | 1972 | 1972 | 1    | -      | -      | 1      |
| 47.   | David MacEachern      | Kanada                          | 1998 | 1998 | 1    | -      | -      | 1      |
| 47.   | Patrick Martin        | Vereinigte Staaten              | 1948 | 1948 | 1    | -      | -      | 1      |
| 47.   | Geoffrey Mason        | Vereinigte Staaten              | 1928 | 1928 | 1    | -      | -      | 1      |
| 47.   | Steve Mesler          | Vereinigte Staaten              | 2010 | 2010 | 1    | -      | -      | 1      |
| 47.   | Pierre Musy           | Schweiz                         | 1936 | 1936 | 1    | -      | -      | 1      |
| 47.   | Anthony Nash          | Großbritannien                  | 1964 | 1964 | 1    | -      | -      | 1      |
| 47.   | Alfred Neveu          | Schweiz                         | 1924 | 1924 | 1    | -      | -      | 1      |
| 47.   | Justin Olsen          | Vereinigte Staaten              | 2010 | 2010 | 1    | -      | -      | 1      |
| 47.   | Richard Parke         | Vereinigte Staaten              | 1928 | 1928 | 1    | -      | -      | 1      |
| 47.   | Edward Rimkus         | Vereinigte Staaten              | 1948 | 1948 | 1    | -      | -      | 1      |
| 47.   | Eduard Scherrer       | Schweiz                         | 1924 | 1924 | 1    | -      | -      | 1      |
| 47.   | Alfred Schläppi       | Schweiz                         | 1924 | 1924 | 1    | -      | -      | 1      |
| 47.   | Heinrich Schläppi     | Schweiz                         | 1924 | 1924 | 1    | -      | -      | 1      |
| 47.   | Thomas Schroll        | Österreich                      | 1992 | 1992 | 1    | -      | -      | 1      |
| 47.   | Curtis Stevens        | Vereinigte Staaten              | 1932 | 1932 | 1    | -      | -      | 1      |
| 47.   | Hubert Stevens        | Vereinigte Staaten              | 1932 | 1932 | 1    | -      | -      | 1      |
| 47.   | Alexander Schüller    | Deutschland                     | 2022 | 2022 | 1    | -      | -      | 1      |
| 47.   | Werner Stocker        | Schweiz                         | 1988 | 1988 | 1    | -      | -      | 1      |
| 47.   | Alexander Szelig      | Deutschland                     | 1994 | 1994 | 1    | -      | -      | 1      |
| 47.   | Antonio Tartaglia     | Italien                         | 1998 | 1998 | 1    | -      | -      | 1      |
| 47.   | Nion Tucker           | Vereinigte Staaten              | 1928 | 1928 | 1    | -      | -      | 1      |
| 47.   | Francis Tyler         | Vereinigte Staaten              | 1948 | 1948 | 1    | -      | -      | 1      |
| 47.   | Arvis Vilkaste        | Lettland                        | 2014 | 2014 | 1    | -      | -      | 1      |
| 47.   | Fritz Waller          | Schweiz                         | 1948 | 1948 | 1    | -      | -      | 1      |
| 47.   | Alan Washbond         | Vereinigte Staaten              | 1936 | 1936 | 1    | -      | -      | 1      |
| 47.   | Harald Winkler        | Österreich                      | 1992 | 1992 | 1    | -      | -      | 1      |
| 47.   | Roberto Zandonella    | Italien                         | 1968 | 1968 | 1    | -      | -      | 1      |

### Frauen
| Platz | Name                 | Land                        | Von  | Bis  | Gold | Silber | Bronze | Gesamt |
| ----- | -------------------- | --------------------------- | ---- | ---- | ---- | ------ | ------ | ------ |
| 1.    | Kaillie Humphries    | Kanada / Vereinigte Staaten | 2010 | 2022 | 3    | -      | 1      | 4      |
| 2.    | Heather Moyse        | Kanada                      | 2010 | 2014 | 2    | -      | -      | 2      |
| 3.    | Mariama Jamanka      | Deutschland                 | 2018 | 2022 | 1    | 1      | -      | 2      |
| 3.    | Sandra Kiriasis      | Deutschland                 | 2002 | 2006 | 1    | 1      | -      | 2      |
| 5.    | Lisa Buckwitz        | Deutschland                 | 2018 | 2018 | 1    | -      | -      | 1      |
| 5.    | Jill Bakken          | Vereinigte Staaten          | 2002 | 2002 | 1    | -      | -      | 1      |
| 5.    | Deborah Levi         | Deutschland                 | 2022 | 2022 | 1    | -      | -      | 1      |
| 5.    | Vonetta Flowers      | Vereinigte Staaten          | 2002 | 2002 | 1    | -      | -      | 1      |
| 5.    | Laura Nolte          | Deutschland                 | 2022 | 2022 | 1    | -      | -      | 1      |
| 5.    | Anja Schneiderheinze | Deutschland                 | 2006 | 2006 | 1    | -      | -      | 1      |
| 11.   | Elana Meyers Taylor  | Vereinigte Staaten          | 2010 | 2022 | -    | 3      | 2      | 5      |
| 12.   | Shelley-Ann Brown    | Kanada                      | 2010 | 2010 | -    | 1      | -      | 1      |
| 12.   | Alexandra Burghardt  | Deutschland                 | 2022 | 2022 | -    | 1      | -      | 1      |
| 12.   | Valerie Fleming      | Vereinigte Staaten          | 2006 | 2006 | -    | 1      | -      | 1      |
| 12.   | Lauren Gibbs         | Vereinigte Staaten          | 2018 | 2018 | -    | 1      | -      | 1      |
| 12.   | Ulrike Holzner       | Deutschland                 | 2002 | 2002 | -    | 1      | -      | 1      |
| 12.   | Shauna Rohbock       | Vereinigte Staaten          | 2006 | 2006 | -    | 1      | -      | 1      |
| 12.   | Helen Upperton       | Kanada                      | 2010 | 2010 | -    | 1      | -      | 1      |
| 12.   | Lauryn Williams      | Vereinigte Staaten          | 2014 | 2014 | -    | 1      | -      | 1      |
| 20.   | Christine de Bruin   | Kanada                      | 2022 | 2022 | -    | -      | 1      | 1      |
| 20.   | Susi Erdmann         | Deutschland                 | 2002 | 2002 | -    | -      | 1      | 1      |
| 20.   | Aja Evans            | Vereinigte Staaten          | 2014 | 2014 | -    | -      | 1      | 1      |
| 20.   | Phylicia George      | Kanada                      | 2018 | 2018 | -    | -      | 1      | 1      |
| 20.   | Jamie Greubel        | Vereinigte Staaten          | 2014 | 2014 | -    | -      | 1      | 1      |
| 20.   | Nicole Herschmann    | Deutschland                 | 2002 | 2002 | -    | -      | 1      | 1      |
| 20.   | Sylvia Hoffman       | Vereinigte Staaten          | 2022 | 2022 | -    | -      | 1      | 1      |
| 20.   | Jennifer Isacco      | Italien                     | 2006 | 2006 | -    | -      | 1      | 1      |
| 20.   | Erin Pac             | Vereinigte Staaten          | 2010 | 2010 | -    | -      | 1      | 1      |
| 20.   | Gerda Weißensteiner  | Italien                     | 2006 | 2006 | -    | -      | 1      | 1      |

## Nationenwertungen
Stand: 22. Februar 2022

### Gesamt
| Platz | Land                                                                       | Gold       | Silber     | Bronze     | Gesamt      |
| ----- | -------------------------------------------------------------------------- | ---------- | ---------- | ---------- | ----------- |
| 1.    | Deutschland (inkl. Deutsche Demokratische Republik) (inkl. BR Deutschland) | 22 (5) (1) | 17 (5) (3) | 12 (3) (2) | 51 (13) (6) |
| 2.    | Schweiz                                                                    | 10         | 10         | 11         | 31          |
| 3.    | Vereinigte Staaten                                                         | 8          | 11         | 9          | 28          |
| 4.    | Kanada                                                                     | 5          | 2          | 3          | 10          |
| 5.    | Italien                                                                    | 4          | 4          | 4          | 12          |
| 6.    | Österreich                                                                 | 1          | 2          | -          | 3           |
| 7.    | Großbritannien                                                             | 1          | 1          | 3          | 5           |
| 8.    | Lettland                                                                   | 1          | -          | 2          | 3           |
| 8.    | Sowjetunion                                                                | 1          | -          | 2          | 3           |
| 10.   | Belgien                                                                    | -          | 1          | 1          | 2           |
| 10.   | Russland                                                                   | -          | 1          | 1          | 2           |
| 12.   | Südkorea                                                                   | -          | 1          | -          | 1           |
| 13.   | Frankreich                                                                 | -          | -          | 1          | 1           |
| 13.   | Rumänien                                                                   | -          | -          | 1          | 1           |

### Männer
| Platz | Land                                                                       | Gold       | Silber     | Bronze     | Gesamt      |
| ----- | -------------------------------------------------------------------------- | ---------- | ---------- | ---------- | ----------- |
| 1.    | Deutschland (inkl. Deutsche Demokratische Republik) (inkl. BR Deutschland) | 19 (5) (1) | 15 (5) (3) | 11 (3) (2) | 45 (13) (6) |
| 2.    | Schweiz                                                                    | 10         | 10         | 11         | 31          |
| 3.    | Vereinigte Staaten                                                         | 6          | 7          | 6          | 19          |
| 4.    | Italien                                                                    | 4          | 4          | 3          | 11          |
| 5.    | Kanada                                                                     | 3          | 1          | 1          | 5           |
| 6.    | Österreich                                                                 | 1          | 2          | -          | 3           |
| 7.    | Großbritannien                                                             | 1          | 1          | 3          | 5           |
| 8.    | Lettland                                                                   | 1          | -          | 2          | 3           |
| 8.    | Sowjetunion                                                                | 1          | -          | 2          | 3           |
| 10.   | Belgien                                                                    | -          | 1          | 1          | 2           |
| 10.   | Russland                                                                   | -          | 1          | 1          | 2           |
| 12.   | Südkorea                                                                   | -          | 1          | -          | 1           |
| 13.   | Frankreich                                                                 | -          | -          | 1          | 1           |
| 13.   | Rumänien                                                                   | -          | -          | 1          | 1           |

### Frauen
| Platz | Land               | Gold | Silber | Bronze | Gesamt |
| ----- | ------------------ | ---- | ------ | ------ | ------ |
| 1.    | Deutschland        | 3    | 2      | 1      | 6      |
| 2.    | Vereinigte Staaten | 2    | 4      | 3      | 9      |
| 3.    | Kanada             | 2    | 1      | 2      | 5      |
| 4.    | Italien            | -    | -      | 1      | 1      |